# 左翼民主阵线 (马哈拉施特拉)
左翼民主阵线（英語：Left Democratic Front，缩写为LDF）是印度马哈拉施特拉邦的一个左翼政党联盟。该联盟成立于2009年。该联盟的主要成员包括印度共产党（马克思主义）、印度共产党、社会党和印度共产党（马列）解放。2019年，该联盟加入马哈拉施特拉发展阵线。

## 成员
- 印度共产党（马克思主义）
- 印度共产党
- 社会党
- 印度共产党（马列）解放
- 人民党（世俗）（英语：Janata Dal (Secular)）
- 巴胡詹发展阵线（英语：Bahujan Vikas Aaghadi）
- 印度农工党
- 自尊党（英语：Swabhimani Paksha）
- 真理探索者共产党
- 红旗党（列宁主义）
- 巴胡詹共和社会党
- 印度共和党（世俗）